# Linda Lê
Linda Lê (20 tháng 7 năm 1963 – 9 tháng 5 năm 2022), là nhà văn nữ người Pháp gốc Việt.

## Tiểu sử
Linda Lê sinh tại Đà Lạt. Cha của bà là một kỹ sư người Bắc Việt Nam, mẹ bà là người xuất thân từ một gia đình khá giả có quốc tịch Pháp. Linda Lê sống thời niên thiếu ở Đà Lạt. Năm 1969, sau cuộc Tổng tấn công Tết Mậu Thân 1968, gia đình bà di chuyển về Sài Gòn để tránh chiến tranh. Linda Lê theo học trường trung học Pháp ở Việt Nam và rất thích những tác phẩm của Victor Hugo và Honoré de Balzac. 
Năm 1977, Lê cùng mẹ và các chị em rời Việt Nam sang định cư ở Pháp và cư ngụ ở Le Havre, còn người cha ở lại Việt Nam. Năm 1981, bà lên cư ngụ ở Paris, theo học các "Lớp dự bị văn học" (Classes préparatoires littéraires) ở lycée Henri-IV, sau đó vào học ở đại học Sorbonne.
Năm 1995, người cha dự định sang Pháp thăm gia đình, nhưng đã qua đời tại Việt Nam. Dịp này Linda Lê đã trở về Việt Nam để tiễn đưa người cha tới nơi an nghỉ cuối cùng.

## Sự nghiệp sáng tác
Tiểu thuyết đầu tay của bà, quyển Un si tendre vampire, được nhà xuất bản La Table Ronde xuất bản năm 1986; tuy nhiên phần lớn tác phẩm của bà đều được nhà xuất bản Christian Bourgois ấn hành, ngoại trừ quyển Les Évangiles du crime, rất được chú ý được nhà xuất bản Fayard phát hành năm 1992 và sau đó được nhà xuất bản Christian Bourgois tái bản.
Một số tác phẩm của bà đã được dịch sang tiếng Anh, tiếng Hà Lan, tiếng Bồ Đào Nha và tiếng Việt. 
Linda Lê cũng là nhà phê bình văn học cho Magazine Littéraire (tạp chí Văn học) và là người viết bài tựa. Năm 2006, bà đã viết bài tựa giới thiệu tác phẩm của Panaït Istrati do Nhà xuất bản Phébus ấn hành.
Giới phê bình cho rằng các tác phẩm của Linda Lê đi vào văn học cách lặng lẽ, không ồn ào . Văn phong của bà mang dấu ấn "một sức mạnh phân tích và một khoảng cách hùng biện dường như kế thừa từ thế kỷ thứ 17". Marine Landrot xác định tác phẩm của bà giống như một "bài điếu văn khổng lồ mà mỗi phần dường như là sự phản ánh của phần khác - với một sự sáng suốt ngày càng sắc bén và dịu dàng".
Bà qua đời tại Paris, Pháp vào ngày 9 tháng 5 năm 2022, không lâu sau sinh nhật thứ 59 tuổi của bà.

## Giải thưởng và Vinh danh
Linda Lê là một tác giả ít được công chúng biết đến mặc dù được giới phê bình đánh giá cao, tuy nhiên các tác phẩm của bà đã nhiều lần được tưởng thưởng: 
- prix de la Vocation năm 1990,
- Giải "Renaissance de la nouvelle" cho tác phẩm Les Évangiles du crime năm 1993
- Giải Fénéon cho tác phẩm Les Trois Parques năm 1997
- Giải Wepler cho tác phẩm Cronos năm 2010
- la bourse Cioran năm 2010
- Giải Renaudot cho sách bỏ túi cho tác phẩm A l'enfant que je n'aurai pas năm 2011.

Sống kín đáo, Linda Lê thường trốn các phương tiện truyền thông và tự giới thiệu mình là "một con gấu núp trong hang ".

## Tác phẩm
- Un si tendre vampire, 1986
- Fuir 1987
- Solo 1988

[cần dẫn nguồn]

- Les Évangiles du crime, 1992, nhà xuất bản Christian Bourgois, tái xuất bản năm 2011 trong collection Titres
- Calomnies, 1993, nhà xuất bản Christian Bourgois
- Les Dits d'un idiot, 1995, nhà xuất bản Christian Bourgois, tái xuất bản năm 2011 trong collection Titres
- Les Trois Parques, 1997, nhà xuất bản Christian Bourgois, tái xuất bản năm 2011 trong collection Titres (đoạt Giải Fénéon)
- Voix, 1998, nhà xuất bản Christian Bourgois
- Lettre morte, 1999, nhà xuất bản Christian Bourgois, tái xuất bản năm 2011 trong collection Titres
- Tu écriras sur le bonheur, 1999, nhà xuất bản Christian Bourgois, collection Titres
- Les Aubes, 2000, nhà xuất bản Christian Bourgois
- Autres jeux avec le feu, 2002, nhà xuất bản Christian Bourgois
- Marina Tsvetaieva, ça va la vie?, 2002, nhà xuất bản Jean-Michel Place
- Personne, 2003,nhà xuất bản Christian Bourgois
- Kriss tiếp theo L'homme de Porlock, 2004, nhà xuất bản Christian Bourgois
- Le Complexe de Caliban và Conte de l'amour Bifrons, 2005, nhà xuất bản Christian Bourgois
- In Memoriam, 2007, nhà xuất bản Christian Bourgois
- Au fond de l'inconnu pour trouver du nouveau, 2009, nhà xuất bản Christian Bourgois (tập hợp các bài phê bình các nhà văn)
- Cronos, 2010, nhà xuất bản Christian Bourgois, (đoạt Giải Wepler) 2010[7]
- À l'enfant que je n'aurai pas, 2011, nhà xuất bản NiL, collection Les Affranchis, (Prix Renaudot Poche)[8].
- Lame de fond, nhà xuất bản Christian Bourgois, 2012
- Œuvres vives, nhà xuất bản Christian Bourgois, 2014
- Par ailleurs (exils), nhà xuất bản Christian Bourgois, 2014
- Roman, nhà xuất bản Christian Bourgois, 2016
- Héroïnes, nhà xuất bản Christian Bourgois, 2017
- Chercheurs d'ombres, essai, nhà xuất bản Christian Bourgois, 2017
- Je ne répondrai plus jamais de rien, roman, nhà xuất bản Stock, 2020
- Toutes les colères du monde : La colère, nhà xuất bản du Cerf, 2021. - (Bộ sưu tập "Les 7 pêchés capitaux")